# Pharyngochromis
Pharyngochromis és un gènere de peixos pertanyent a la família dels cíclids.

## Distribució geogràfica
Es troba a Àfrica.

## Taxonomia
- Pharyngochromis acuticeps (Steindachner, 1866)[3]
- Pharyngochromis darlingi (Boulenger, 1911)[4]